# Xiruana affinis
Xiruana affinis är en spindelart som först beskrevs av Cândido Firmino de Mello-Leitão 1922. 
Xiruana affinis ingår i släktet Xiruana och familjen spökspindlar. Inga underarter finns listade i Catalogue of Life.